# كونور أوبراين
كونور أوبراين (بالإنجليزية: Conor O'Brien)‏ (20 أكتوبر 1988 في الولايات المتحدة - ) هو لاعب كرة قدم أمريكي في مركز الوسط. لعب مع نادي أودنسه ونادي سوندرييسكه ونادي نوردشيلاند ونادي هورسينس و1. Wiener Neustädter SC ‏ وNorth Carolina FC U23 ‏ وSønderjyskE ‏ وJammerbugt FC ‏.

## وصلات خارجية
- كونور أوبراين على موقع قاعدة بيانات كرة القدم.إي يو (الإنجليزية)
- كونور أوبراين على موقع Soccerway.com (الإنجليزية)